# Harry’s Bar (Velence)
Harry’s Bar egy étterem az olaszországi Velencében, melyet Giuseppe Cipriani nyitott meg 1931-ben. Jelenleg a Cipriani S.A. tulajdonában áll.

## Története
Harry Pickering egy fiatal, gazdag amerikai gyakori vendége volt a velencei Hotel Európának, ahol Cipriani mint bártender dolgozott. Egy nap Mr. Pickering megtorpant a hotel bárjának bejárata előtt, Cipriani rákérdezett Pickeringnél, hogy mi történt. Pickering elmesélte, hogy családja az italozási szokásait megelélete és megvonták tőle az anyagi támogatásukat. Cipriani 10 ezer líra kölcsönt adott Pickeringnek. Két évvel később Pickering felkereste Cipriani a hotelben: egy italt rendelt és 50 ezer lírát adott neki. „Mr. Cipriani, köszönöm. (...) És hálám jeléül, itt van további 40 ezer líra, elég, hogy nyithasson egy bárt. Úgy hívhatnánk, hogy Harry’s Bar.”

## Ételek és italok
A Harry’s Bar a Bellini koktél és a Carpaccio otthona. A Bellini koktélt első alkalommal valamikor 1934 és 1948 között szolgálhatták fel. A név Giovanni Bellini itáliai festőre utal: a koktél színe a művész egyik képén látható szent tógájának színére emlékeztette Ciprianit. 
A carpacciót Cipriani először 1950-ben Amalia Nani Mocenigo grófnő számára készítette, amikor megtudta, hogy az orvosok nyers hús fogyasztását javasolták a grófnőnek.
A bár híres továbbá a száraz martinijéről is, melyet talp nélküli pohárban szolgálnak fel. A bár martinije 10 rész ginből és 1 rész vermutból készül, ami a Montgomery Martini egyik változata. A Montgomery Martini, melyet Bernard Montgomery angol tábornagyról neveztek el, 15 rész ginből és 1 rész vermutból készül.

## Híres vendégek
A bár egyik híres törzsvendége Ernest Hemingway volt. A bár közkedvelt volt a hírességek körében: Arturo Toscanini, Guglielmo Marconi, Charlie Chaplin, Alfred Hitchcock, James Stewart, Richard Halliburton, Truman Capote, Orson Welles, Philippe de Rothschild, Giuseppe Sinopoli, Princess Aspasia of Greece, Arisztotélisz Onászisz, Barbara Hutton, Peggy Guggenheim, Tareq Salahi, George Clooney és Woody Allen, is volt már a bár vendége.